# Лебедик Євгеній Сергійович
Євге́ній Сергі́йович Лебедик — старший солдат Збройних сил України, учасник російсько-української війни, що трагічно загинув під час російського вторгнення в Україну в 2022 році.
Оператор відділення управління вогнем і маневру підрозділами взводу артилерійської розвідки ОЗСП «Азов».
Обставини загибелі: 20.03.2022, під час виконання бойового завдання зазнав поранень, несумісних з життям.

## Нагороди
- орден «За мужність» III ступеня (2022, посмертно) — за особисту мужність і самовіддані дії, виявлені у захисті державного суверенітету та територіальної цілісності України, вірність військовій присязі, зразкове виконання службового обов'язку.